# Guy Dupuis (Eishockeyspieler, 1970)
Guy Dupuis (* 10. Mai 1970 in Moncton, New Brunswick) ist ein ehemaliger kanadischer Eishockeyspieler, der im Verlauf seiner Karriere hauptsächlich für Teams in nordamerikanischen Minor Leagues sowie zwei Jahre lang für die Iserlohn Roosters in der Deutschen Eishockey Liga (DEL) spielte. Bei den Fort Wayne Komets, für die er insgesamt 13 Jahre lang auf dem Eis stand, wird seine Rückennummer 2 ihm zu Ehren nicht mehr vergeben.

## Karriere
Guy Dupuis begann seine Karriere 1986 bei den Hull Olympiques in der Quebec Major Junior Hockey League. Nach seiner zweiten Saison, in dem er die Meisterschaft gewann, wurde er beim NHL Entry Draft 1988 von den Detroit Red Wings in der dritten Runde an 47. Stelle ausgewählt. Der Kanadier absolvierte noch zwei weitere Spielzeiten bei den Olympiques, bevor er seinen ersten Profivertrag unterzeichnete.
Ab 1990 war Dupuis für die Adirondack Red Wings, das Farmteam der Red Wings aus Detroit, in der American Hockey League aktiv. Außerdem absolvierte er 1992 zehn Partien für die Fort Wayne Komets in der International Hockey League, bevor er 1993 ganz zu den Komets wechselte. Dupuis verbrachte sieben Spielzeiten in Fort Wayne, wo er in über 500 Spielen mehr als 200 Scorerpunkte erzielen konnte. Zusätzlich gewann er einmal den Turner Cup. Zur Saison 1999/2000 wechselte der Rechtsschütze zu den Hershey Bears in die AHL und war in insgesamt zehn Spielen für die Chicago Wolves und die Michigan K-Wings in der IHL aktiv.
Anschließend unterschrieb Dupuis einen Vertrag bei den Iserlohn Roosters aus der Deutschen Eishockey Liga. Dort war er zwei Jahre Teil der Abwehr des DEL-Neulings, konnte sich allerdings nicht mit den Sauerländern für die Play-offs qualifizieren. 2002 ging der Kanadier zurück nach Nordamerika. Seine nächsten Stationen waren die Bakersfield Condors und die Kalamazoo Wings.
Zur Saison 2005/06 kehrte Dupuis zu den Fort Wayne Komets zurück, die mittlerweile in der United Hockey League spielten. Im Team übernahm er die Rolle des Offensivverteidigers und wurde 2006 ins All-Star-Team gewählt. Als die Liga 2007 zur neuen International Hockey League wurde, konnte Dupuis gleich im ersten Jahr die Meisterschaft gewinnen. Auch in der Saison 2010/11 stand er im Kader der Komets und bestritt seine 21. Saison als Profi. Im Mai 2011 entschied der Verteidiger seine Spielerkarriere zu beenden. Die Fort Wayne Komets gaben bekannt, dass seine Rückennummer 2 vor dem zweiten Heimspiel der Saison 2011/12 zurückgezogen und danach an keinen Spieler des Teams mehr vergeben wird.

## Erfolge und Auszeichnungen
| - 1988 Coupe-du-Président-Gewinn mit den Hull Olympiques - 1992 Calder-Cup-Gewinn mit den Adirondack Red Wings - 1993 Turner-Cup-Gewinn mit den Fort Wayne Komets - 2005 Teilnahme am ECHL All-Star Game - 2005 ECHL First All-Star Team | - 2006 UHL Second All-Star Team - 2008 Tarry-Cup-Gewinn mit den Fort Wayne Komets - 2008 Turner-Cup-Gewinn mit den Fort Wayne Komets - 2009 Turner-Cup-Gewinn mit den Fort Wayne Komets - 2010 Turner-Cup-Gewinn mit den Fort Wayne Komets |

## Karrierestatistik
(Legende zur Spielerstatistik: Sp oder GP = absolvierte Spiele; T oder G = erzielte Tore; V oder A = erzielte Assists; Pkt oder Pts = erzielte Scorerpunkte; SM oder PIM = erhaltene Strafminuten; +/− = Plus/Minus-Bilanz; PP = erzielte Überzahltore; SH = erzielte Unterzahltore; GW = erzielte Siegtore; 1 Play-downs/Relegation; Kursiv: Statistik nicht vollständig)